# Raïon de Tchernivtsi (oblast de Vinnytsia)
Cet article concerne le raïon dans l'oblast de Vinnytsia. Pour le raïon dans l'oblast de Tchernivtsi, voir raïon de Tchernivtsi (oblast de Tchernivtsi).
 (décembre 2024).
Si vous disposez d'ouvrages ou d'articles de référence ou si vous connaissez des sites web de qualité traitant du thème abordé ici, merci de compléter l'article en donnant les références utiles à sa vérifiabilité et en les liant à la section « Notes et références ».
Le raïon de Tchernivtsi (ukrainien : Чернівецький район) est une ancienne subdivision administrative de l'oblast de Vinnytsia, dans l'Ouest de l'Ukraine. Son centre administratif était la ville de Tchernivtsi.
Le raïon a été liquidé avec la loi du 17 juillet 2020.